# Takaharu
Takaharu (japanska: 高原町?, Takaharu-chō) är en landskommun (köping) i Miyazaki prefektur på ön Kyūshū i södra Japan. 